# Limes Germanicus
Limes Germanicus (latinsko za germansko mejo) je v sodobnem času ime mejne črte (limes) fortifikacij, ki so omejevale antične rimske province Germania Inferior, Germania Superior in Raetia, ki so ločevale Rimsko cesarstvo in nepokorjena germanska plemena od leta 83 do približno 260 našega štetja. Limes je uporabljal bodisi naravno mejo, kot so reke, ali običajno zemeljski breg in jarek z leseno palisado in stražnimi stolpi v intervalih. Za limesom je bil zgrajen sistem povezanih utrdb.
Pot limesa se je sčasoma spremenila po napredovanju in umiku zaradi pritiska zunanjih groženj. Na svojem vrhuncu se je Limes Germanicus raztezal od izliva Rena v Severno morje do bližine Regensburga (Castra Regina) na Donavi. Ti dve glavni reki sta nudili naravno zaščito pred množičnimi vdori na cesarsko ozemlje, z izjemo vrzeli, ki se je raztezala približno od Mogontijak (Mainz) na Renu do Castra Regina.
Limes Germanicus je bil razdeljen na:
- Spodnjegermanski limes, ki sega od Severnega morja pri Katwijku na Nizozemskem vzdolž takratnih glavnih krakov Spodnjega Porenja (sodobni Oude Rijn, Leidse Rijn, Kromme Rijn, Nederrijn )
- Zgornjegermanski limes se je začel od Rena pri Rheinbrohlu ( Neuwied (okrožje) ) čez gorovje Taunus do reke Main (vzhodno od Hanaua ), nato vzdolž Majne do Miltenberga in od Osterburkena ( Neckar-Odenwald-Kreis ) južno do Lorcha (v kraju Ostalbkreis, Württemberg ) v skoraj popolni ravni črti več kot 70 km;
- Retski limes je segal vzhodno od Lorcha do Eininga (blizu Kelheima ) na Donavi .

Skupna dolžina limesa je bila 568 km. Vključeval je vsaj 60 utrdb in 900 stražarskih stolpov. Potencialno najšibkejši, zato najbolj varovan del Limesa je bila vrzel med zahodnim ovinkom Rena pri današnjem Mainzu in glavnim tokom Donave pri Regensburgu. Ta 300 km širok kopenski koridor med velikima rekama je dovoljeval gibanje velikih skupin ljudi brez potrebe po vodnem prevozu, zato je bila na tem odseku velika koncentracija utrdb in stolpov, razporejenih v globino in v več plasteh vzdolž vodnih poti, cest in vrhov hribov.

## Zgodovina
Rimska mejna obramba je postala veliko bolj znana zaradi sistematičnih izkopavanj, ki jih je financirala Nemčija, in zaradi drugih raziskav, povezanih z njimi. Leta 2005 so bili ostanki zgornjegermanskega in retijskega limesa vpisani na Unescov seznam svetovne dediščine kot meje rimskega cesarstva. Leta 2021 je bil spodnjegermanski limes ločeno vpisan na seznam svetovne dediščine. Saalburg je rekonstruirana utrdba in muzej Limesa blizu Frankfurta.

### Avgust
Prvi cesar, ki je začel graditi utrdbe ob meji, je bil Avgust, kmalu po uničujočem rimskem porazu v bitki v Tevtoburškem gozdu leta 9 n. št.. Prvotno so obstajala številna obzidja limesa, ki so bila nato povezana v Ggornjegermanski limes ob Renu in retijski limes ob Donavi. Kasneje sta bili ti dve obzidji povezani v skupno mejo.

### Od leta 14 do okoli leta 73
Od Avgustove smrti (14 n. št.) do časa po letu 70 je Rim za svojo germansko mejo sprejel vodno mejo Rena in zgornje Donave. Onstran teh rek je imel le rodovitno frankfurtsko nižino nasproti rimske mejne trdnjave Mogontijak (Mainz), najjužnejša pobočja Schwarzwalda in nekaj raztresenih mostišč. Severni del te meje, kjer je Ren globok in širok, je ostal rimska meja do padca cesarstva. Južni del je bil drugačen. Zgornji Ren in zgornjo Donavo je lahko prečkati. Meja, ki jo tvorijo, je neprimerno dolga in oklepa ostrokotni klin tujega ozemlja med sodobnim Badenom in Württembergom. Zdi se, da je bilo germansko prebivalstvo teh dežel v rimskih časih maloštevilno in rimski podložniki iz sodobne Alzacije-Lorene so prodirali čez reko proti vzhodu. Podobni motivi glede geografske ugodnosti in prednosti, ki jih je mogoče pridobiti s priznavanjem teh gibanj rimskih subjektov, so skupaj spodbujali politiko naprej v Rimu, in ko je živahni Vespazijan nasledil Nerona, se je začela vrsta teritorialnih napredovanj, ki so postopoma zaprla  ostri ozemeljski kot.

### Flavijska dinastija
Prvo teritorialno napredovanje je prišlo okoli leta 74 AD, ko je bilo okupirano in delno priključeno območje današnjega Badna in ko je bila zgrajena cesta od rimske baze na zgornjem Renu, Straßburga, do Donave tik nad Ulmom. 
Drugo napredovanje je dosegel Domicijan okoli leta 83. Pri Mogontijaku je razširil rimsko ozemlje vzhodno od njega in vse skupaj zaprl v sistematično razmejeno in branjeno mejo s številnimi blokadnimi zgradbami ob njej in večjimi utrdbami v zaledju. Med blokadnimi zgradbami je bila tudi ena, ki je z raznimi povečavami in prezidavami prerasla v znano trdnjavo Saalburg na Taunusu pri Bad Homburgu. To napredovanje je zahtevalo naslednji korak, izgradnjo meje, ki povezuje teritorijalne priključitve iz let 74 in 83. Ta meja je potekala od Majne čez višavje Odenwald do zgornjih voda Neckarja in jo je branila veriga utrdb. Ni pa znan datum, kdaj se je to zgodilo, razen tega, da je bilo, če že ne Domicijanovo delo, izvedeno kmalu po njegovi smrti.  Celotno mejo pa je reorganiziral verjetno Hadrijan, z neprekinjeno leseno palisado, ki je segala od Rena do Donave.

### Hadrijan in Antonini
Hadrijan ali, bolj verjetno, njegov naslednik Antonin Pij je potisnil mejno črto iz Odenwalda in Donave ter začrtal novo mejo približno vzporedno s tema dvema točkama, vendar nekje, kot na Taunusu, ta sovpada s starejšo linijo. 
Ta mejna linija je sestavljena iz dveh različnih mejnih objektov, eden, znan kot Pfahlgraben, je palisada iz kolov z jarkom in zemeljskim nasipom za njim, najbolje viden v okolici Saalburga, nekoč pa je segal od Rena proti jugu v južno Nemčijo. Drugi, ki se začne tam, kjer se zemeljska dela končajo, je stena iz kamna, čeprav ne zelo mogočna, Teufelsmauer; teče nekoliko vzhodno in zahodno vzporedno z Donavo, ki se končno združi pri Heinheimu blizu Regensburga. Južni del Pfahlgrabna je izjemno raven; za več kot 50 km.
Ta meja je ostala približno 100 let in nedvomno je bilo v tem dolgem obdobju na njej veliko narejenega, za kar je težko določiti natančne datume. Niti ne more biti povsem gotovo, kdaj je bila meja, ki jo je začrtal Pij, opremljena z jami in drugimi posebnimi utrdbami. Vemo pa, da se je pritisk barbarov začel resno čutiti v kasnem delu drugega stoletja in po dolgih bojih je bilo celotno ali skoraj celotno območje vzhodno od Rena in severno od Donave izgubljeno, izgleda na enkrat okoli leta 250.

### Pozno rimsko cesarstvo
Germanski vpadi v poznem tretjem stoletju so privedli do opustitve tako imenovanega "zgornjeretijskega limesa" v korist rimske obrambne črte vzdolž rek Ren, Iller in Donava (Donau-Iller-Rhine-Limes). Podporo so do neke mere zagotavljali hitri rečni čolni, navis lusoria je bil standardni tip, ki je lahko hitro dosegel postojanke ali krizne točke. Stražni stolpi so bili v vidnem stiku in močno utrjene utrdbe  castra postavljenr na pomembnih prelazih (npr. Castrum Rauracense namesto prej neobzidane Auguste Raurice blizu Basla) in v zaledju meje (npr. Vindonissa v današnji Švici).

## Opis in delovanje limesa
Sam limes je razmeroma preprosta konstrukcija. Podobno je utrdbi, ki bi jo potujoča četa rimskih vojakov zgradila vsak večer, da bi zaščitila svoj tabor pred napadi. Na zunanji strani so vojaki izkopali jarek. Zemljo iz jarka so uporabili za gradnjo kope. Na vrhu gomile so bili pritrjeni koli. Limes je imel globlji jarek in višjo gomilo kot taborska utrdba. Tudi vložki so bili višji in postavljeni pred jarek; na več delih limesa je bil namesto kolov preprost kamnit zid.
Za obzidjem ali gomilo je bil nameščen sistem nadzornih stolpov, zgrajenih iz lesa ali kamna, vsak v vidnem polju naslednjega in običajno z možnostjo signaliziranja utrdbam nekaj kilometrov zadaj.
Limes nikoli ni mogel preprečiti celim germanskim plemenom vstopa na ozemlje rimskega imperija. To ni bil namen graditeljev. V bližini stražnih stolpov je bil limes odprt za prehod, zlasti za trgovce ali osebe, ki so prihajale živeti ali delati znotraj imperija. Namen limesa je bil nadzor nad tem prometom. Da bi prečkali limes, je bilo treba mimo stolpov in tako biti opažen od garnizije ali pa poskušati preplezati ali uničiti zid in kolišča. Le posamezniki ali manjše skupine so lahko neopazno preplezali ovire in s seboj niso mogli gnati veliko ukradene živine. Opazne bi bile velike skupine; lahko bi uničili enega ali več stolpov, vendar bi to tudi pritegnilo pozornost Rimljanov.
Ta nadzor vsega prometa, ki je prečkal mejo, je bilo ključnega pomena za rimsko vojsko. Za ozemlje, tako veliko kot Rimsko cesarstvo, je bilo malo vojakov, in skoraj vse legije so bile nameščene blizu meja. Vsaka sovražna skupina, ki ji je uspelo prestopiti to zunanje obrambno območje, je lahko potovala po imperiju brez večjega odpora. Limes je zagotavljal sistem zgodnjega opozarjanja, odvračanje od naključnih manjših napadov in sposobnost za boj proti napadom, medtem ko je bil sovražnik še blizu mejnih trdnjav in garnizij. Limes je bil morda tudi branik za nadzor gibanja skupin ljudi oziroma migracij.

## Rimske utrdbe ob limesu

### Dolnje Germanski limes
Nizozemska:
- Katwijk (Lugdunum Batavorum)
- Valkenburg (Praetorium Agrippinae)
- Leiden-Roomburg (Matilo)
- Alphen aan den Rijn (Albanjana)
- Zwammerdam (Nigrum Pullum)
- Bodegraven
- Woerden (Laurium)
- Vleuten (Fletio)
- Utrecht (Traiectum)
- Vechten (Fectio)
- Rijswijk (Levefanum)
- Maurik (Mannaricium)
- Kesteren (Carvo)
- Arnhem-Meinerswijk (verjetno Kastra Herculis)
- Duiven
- Herwen-De Bijland (Karvium)

Nemčija:
- Kleve-Rinderen (Harenatium)[5]
- Bedburg-Hau-Qualburg (Quadriburgium)
- Till-Moyland (sedaj znan kot Kastell Steincheshof)
- Kalkar-Altkalkar (Burginatium)
- Xanten (Kastra Vetera)
- Wesel-Büderich (Kastell Wesel-Büderich)
- Halen (Calo)[6]
- Duisburg-Baerl
- Moers-Asberg (Asciburgium)
- Rheinhausen-Werthausen (Kleinkastell Werthausen)
- Krefeld-Gellep-Stratum (Gelduba)
- Neuss-Gnadental (Novaesium)
- Neuss-Grimlinghausen
- Monheim am Rhein (Burungum)
- Dormagen (Durnomagus)
- Köln (Kolonija Klaudija Ara Agrippinensium)
- Bonn (Bonnensia)
- Remagen (Rigomagus)

|

### Gornje Germanski limes
- Rheinbrohl (sedaj znan pod imenom Kleinkastell Rheinbrohl)
- Bad Ems (sedaj znan kot Kastell Ems)
- Adolfseck (Kleinkastell Adolfseck)
- Bad Homburg (Saalburg)
- Wetterau (Civitas Taunensium)
- Marköbel
- Großkrotzenburg am Main
- Hainstadt
- Miltenberg
- Rehberg
- Walldüm
- Buchen
- Osterburken
- Jagsthausen
- Welzheim (Kastelle von Welzheim)
- Haghof
- Lorch (verjetno Lauriacum)[7]

### Retijski limes
- Aalen (Alae)
- Ruffenhofen
- Gunzenhausen (Kastell Gunzenhausen)
- Weißenburg (Biriciana)
- Kipfenberg (Kastell Böhming)
- Eining (Abusina)
- Regensburg (Kastra Regina)
- Pfünz (Kastra Vetoniana)

|}

### Primarni viri
- Tabula Peutingeriana